# Guatteria candolleana
Guatteria candolleana este o specie de plante angiosperme din genul Guatteria, familia Annonaceae, descrisă de Diederich Franz Leonhard von Schlechtendal. Conform Catalogue of Life specia Guatteria candolleana nu are subspecii cunoscute.